# Зенгер, Карл Карлович
Карл Карлович Зенгер (нем. Karl Elias Sänger; 1829—1885) — российский медик, главный врач Голицынской больницы.
Брат Николая Карловича Зенгера.

## Биография
Родился 26 января (7 февраля) 1829 года в семье владельца московской придворной аптеки Карла Петровича Зенгера (1800—1872).
В 1846 году поступил на медицинский факультет Императорского Московского университета, откуда в 1851 году был выпущен со званием лекаря. Будучи студентом, дважды получил за представленные им сочинения золотую медаль.
Службу начал 15 сентября 1851 года при Ахлебаевском странноприимном доме Попечительского совета общественного призрения; в 1852–1856 годах состоял сверхштатным врачом при Московской городской больнице, с 1854 года — врачом при конторе Государственного банка.
С 1857 года — доктор медицины за диссертацию «De secali cornuto». С 1860 года занимал должность помощника инспектора, затем ещё и помощника главного доктора Голицынской больницы.
Адрес‑календарь за 1878 год сообщал: «Благотворительные общества. Московское попечительство о бедных. 1‑е Пречистенское отделение. При 1‑м Пречистенском отделении Алексеевская больница для воспитанниц учебных заведений попечительства, заболевающих прилипчивыми болезнями. Врач Зенгер, Карл Карлович, Дейст<вительный> Ст<атский> Сов<етник>; Серп<уховская> ч., в зд. Голицынской больницы». В чин действительного статского советника он был произведён 26 декабря 1875 года. Имел ордена: Св. Станислава 2-й степени с императорской короной (1866), Св. Анны 2-й степени с императорской короной (1872), Св. Владимира 3-й степени (1879). Имел в Москве каменный дом. Был главным доктором Голицынской больницы.
Умер 26 ноября (8 декабря) 1885 года. Сообщается, что он был похоронен на Введенском кладбище, но Московский некрополь таких сведений не даёт.
Жена Александра Ивановна, происходила из мещанского сословия. Их сын, Владимир Карлович (1872—1927), окончивший в 1899 году юридический факультет Московского университета, был юристом в Московской конторе Государственного банка и на общественных началах — инспектором гимназии А. Е. Флёрова; женился на дворянке Елизавете Егоровне Соболевой — от них у Карла Карловича было две внучки (Александра и Татьяна) и два внука (Сергей и Георгий); причём 24 октября 1907 года родилась двойня: Татьяна и Георгий — последний стал отцом известного советского врача-отоларинголога Владимира Георгиевича Зенгера (1938—2008).